# Rivière-du-Loup–Témiscouata (circonscription provinciale)
Circonscription électorale provinciale du Canada
Rivière-du-Loup–Témiscouata est une circonscription électorale provinciale du Québec située dans la région du Bas-Saint-Laurent. Elle a été créée lors de la réforme de la carte électorale de 2011.

## Historique
La circonscription de Rivière-du-Loup–Témiscouata est créée lors de la réforme de la carte électorale de 2011. Elle est composée principalements d'électeurs de deux circonscriptions, Rivière-du-Loup (33 843 électeurs) et Kamouraska-Témiscouata (15 716 électeurs), mais aussi de 919 électeurs de la circonscription de Rimouski.
Elle a élu son premier député lors des élections générales québécoises de 2012.

## Territoire et limites
La circonscription comprend les municipalités suivantes :
- Auclair
- Biencourt
- Cacouna
- Dégelis
- Lac-des-Aigles
- Lejeune
- L'Isle-Verte
- Notre-Dame-des-Neiges
- Notre-Dame-des-Sept-Douleurs
- Notre-Dame-du-Portage
- Packington
- Pohénégamook
- Rivière-Bleue
- Rivière-du-Loup
- Saint-Antonin
- Saint-Arsène
- Saint-Athanase
- Saint-Clément
- Saint-Cyprien
- Saint-Éloi
- Saint-Elzéar-de-Témiscouata
- Saint-Épiphane
- Saint-Eusèbe
- Sainte-Françoise
- Saint-François-Xavier-de-Viger
- Saint-Guy
- Saint-Honoré-de-Témiscouata
- Saint-Hubert-de-Rivière-du-Loup
- Saint-Jean-de-Dieu
- Saint-Jean-de-la-Lande
- Saint-Juste-du-Lac
- Saint-Louis-du-Ha! Ha!
- Saint-Marc-du-Lac-Long
- Saint-Mathieu-de-Rioux
- Saint-Médard
- Saint-Michel-du-Squatec
- Saint-Modeste
- Saint-Paul-de-la-Croix
- Saint-Pierre-de-Lamy
- Sainte-Rita
- Saint-Simon
- Témiscouata-sur-le-Lac
- Trois-Pistoles

Elle comprend aussi les réserves indiennes suivantes :
- Cacouna
- Whitworth

## Liste des députés
| Législature                                                                                  | Années       | Député        | Député       | Parti            |
| -------------------------------------------------------------------------------------------- | ------------ | ------------- | ------------ | ---------------- |
| Rivière-du-Loup–Témiscouata Créée depuis Kamouraska-Témiscouata, Rimouski et Rivière-du-Loup |              |               |              |                  |
| 40e                                                                                          | 2012–2014    |               | Jean D'Amour | Libéral          |
| 41e                                                                                          | 2014–2018    |               | Jean D'Amour | Libéral          |
| 42e                                                                                          | 2018–2022    |               | Denis Tardif | Coalition avenir |
| 43e                                                                                          | 2022–présent | Amélie Dionne |              | Coalition avenir |

## Résultats électoraux
|                                                                                              |
| - Parti libéral - Parti québécois - Coalition avenir - Québec solidaire - Parti conservateur |

### Résultats détaillés
|                                                                                               | Nom                    | Parti            | Nombre de voix | %      | Maj.   |
| --------------------------------------------------------------------------------------------- | ---------------------- | ---------------- | -------------- | ------ | ------ |
|                                                                                               | Amélie Dionne          | Coalition avenir | 18 183         | 52,1 % | 12 042 |
|                                                                                               | Félix Rioux            | Parti québécois  | 6 141          | 17,6 % | -      |
|                                                                                               | Myriam Lapointe-Gagnon | Québec solidaire | 5 102          | 14,6 % | -      |
|                                                                                               | Louise Moreault        | Conservateur     | 3 937          | 11,3 % | -      |
|                                                                                               | Louis Bellemare        | Libéral          | 1 388          | 4 %    | -      |
|                                                                                               | Carole Sierpien        | Climat Québec    | 174            | 0,5 %  | -      |
| Total                                                                                         | Total                  | Total            | 34 925         | 100 %  |        |
| Le taux de participation lors de l'élection était de 68,9 % et 369 bulletins ont été rejetés. |                        |                  |                |        |        |

|                                                                                               | Nom                      | Parti            | Nombre de voix | %      | Maj.  |
| --------------------------------------------------------------------------------------------- | ------------------------ | ---------------- | -------------- | ------ | ----- |
|                                                                                               | Denis Tardif             | Coalition avenir | 13 439         | 39,2 % | 1 962 |
|                                                                                               | Jean D'Amour (sortant)   | Libéral          | 11 477         | 33,5 % | -     |
|                                                                                               | Vincent Couture          | Parti québécois  | 5 230          | 15,2 % | -     |
|                                                                                               | Goulimine Sylvie Cadôret | Québec solidaire | 3 783          | 11 %   | -     |
|                                                                                               | Martin Perron            | Conservateur     | 373            | 1,1 %  | -     |
| Total                                                                                         | Total                    | Total            | 34 302         | 100 %  |       |
| Le taux de participation lors de l'élection était de 69,4 % et 583 bulletins ont été rejetés. |                          |                  |                |        |       |

|                                                                                             | Nom                    | Parti                | Nombre de voix | %      | Maj.  |
| ------------------------------------------------------------------------------------------- | ---------------------- | -------------------- | -------------- | ------ | ----- |
|                                                                                             | Jean D'Amour (sortant) | Libéral              | 18 086         | 51,7 % | 9 708 |
|                                                                                             | Michel Lagacé          | Parti québécois      | 8 378          | 23,9 % | -     |
|                                                                                             | Charles Roy            | Coalition avenir     | 5 794          | 16,6 % | -     |
|                                                                                             | Louis Gagnon           | Québec solidaire     | 2 129          | 6,1 %  | -     |
|                                                                                             | Frank Malenfant        | Parti des sans parti | 354            | 1 %    | -     |
|                                                                                             | Étienne Massé          | Option nationale     | 245            | 0,7 %  | -     |
| Total                                                                                       | Total                  | Total                | 34 986         | 100 %  |       |
| Le taux de participation lors de l'élection était de 70 % et 494 bulletins ont été rejetés. |                        |                      |                |        |       |

|                                                                                               | Nom                    | Parti                  | Nombre de voix | %      | Maj.  |
| --------------------------------------------------------------------------------------------- | ---------------------- | ---------------------- | -------------- | ------ | ----- |
|                                                                                               | Jean D'Amour (sortant) | Libéral                | 15 317         | 40,9 % | 2 447 |
|                                                                                               | Michel Lagacé          | Parti québécois        | 12 870         | 34,4 % | -     |
|                                                                                               | Gaétan Lavoie          | Coalition avenir       | 6 949          | 18,6 % | -     |
|                                                                                               | Stacy Larouche         | Québec solidaire       | 1 116          | 3 %    | -     |
|                                                                                               | Nadia Pelletier        | Vert                   | 647            | 1,7 %  | -     |
|                                                                                               | Jonathan St-Pierre     | Option nationale       | 410            | 1,1 %  | -     |
|                                                                                               | Sylvain Potvin         | Coalition constituante | 135            | 0,4 %  | -     |
| Total                                                                                         | Total                  | Total                  | 37 444         | 100 %  |       |
| Le taux de participation lors de l'élection était de 74,6 % et 430 bulletins ont été rejetés. |                        |                        |                |        |       |